# Miss Cameroun 2023
Miss Cameroun 2023 est la 16e élection de Miss Cameroun. Elle a eu lieu le 12 novembre 2022 au Palais Polyvalents des Sports de Yaoundé.
La gagnante, Issie Princesse, succède à Julia Samantha Edima, Miss Cameroun 2022.
Princesse Issie, Miss Cameroun 2023, a 22 ans au moment de son élection. Elle est étudiante et titulaire en management d’entreprise.